# Маріанна
Маріанна (фр. Marianne вимовляється: [maʁjan]) — алегоричне зображення Французької республіки, символ Свободи та Розуму. Являє собою жінку, вбрану у фригійський ковпак (символ свободи). Маріанна втілює Французьку республіку та її цінності: «Свобода, Рівність, Братерство». Вона є символом палкої, войовничої матері-батьківщини, яка водночас є мироносицею, годувальницею та захисницею своїх дітей-громадян. Символ швидко прижився серед прихильників республіки та простого люду.

## Походження імені
Ім'я «Маріанна» походить від сполучення двох імен: Марі (Marie, Марія) та Анн (Anne, Ганна), які були досить поширені у Франції в XVIII ст. Ці імена носили деякі королеви — Марія Медічі, Анна Австрійська, Марія Антуанетта. Використання імені «Маріанна» як символу Республіки було приписане в революційній пісні «Garisou de Marianno» («Видужання Маріанни») Гійома Лавабра.
Серед аристократів-монархістів, що виступали проти Французької революції, ім'я Маріанна вважалося принизливим, оскільки асоціювалося з простим народом. Революціонери ж узяли його своїм символом для позначення зміни ладу в країні та для підкреслення образу матері-батьківщини-годувальниці. Використання цього імені як символу було узгоджено між прибічниками і противниками революції, потім прийнято всім французьким народом.
За альтернативною версією, прототипом Маріанни була дівчина із Сігольсайму.

## Зображення

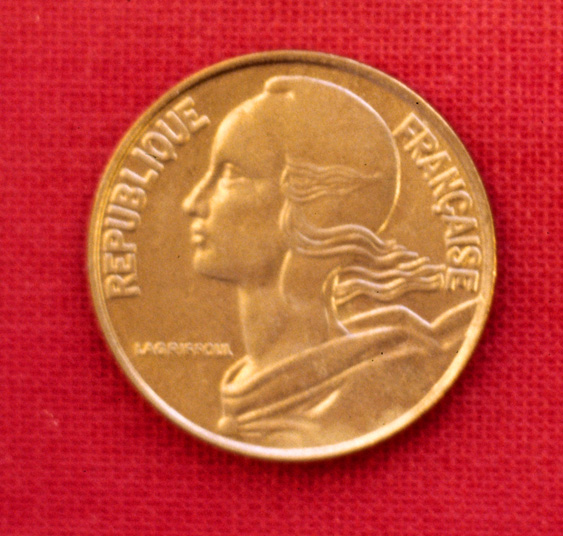
Маріанна на монеті номіналом в 20 сантимів

Перші зображення жінки, вбраної у фригійський ковпак, як алегорії Свободи та Республіки, з'явилися під час Французької Революції. Вони різнилися в залежності від періодів, інтересів народу, не несли систематичної сукупності символів.
З початку ХХ ст. Маріанна також фігурує на предметах широкого вжитку — марках, монетах.

### Картина
На відомій картині Ежена Делакруа «Свобода, що веде народ» Свобода алегорично представлена через риси Маріанни.

«Свобода, що веде народ», Ежен Делакруа

### Бюст Республіки

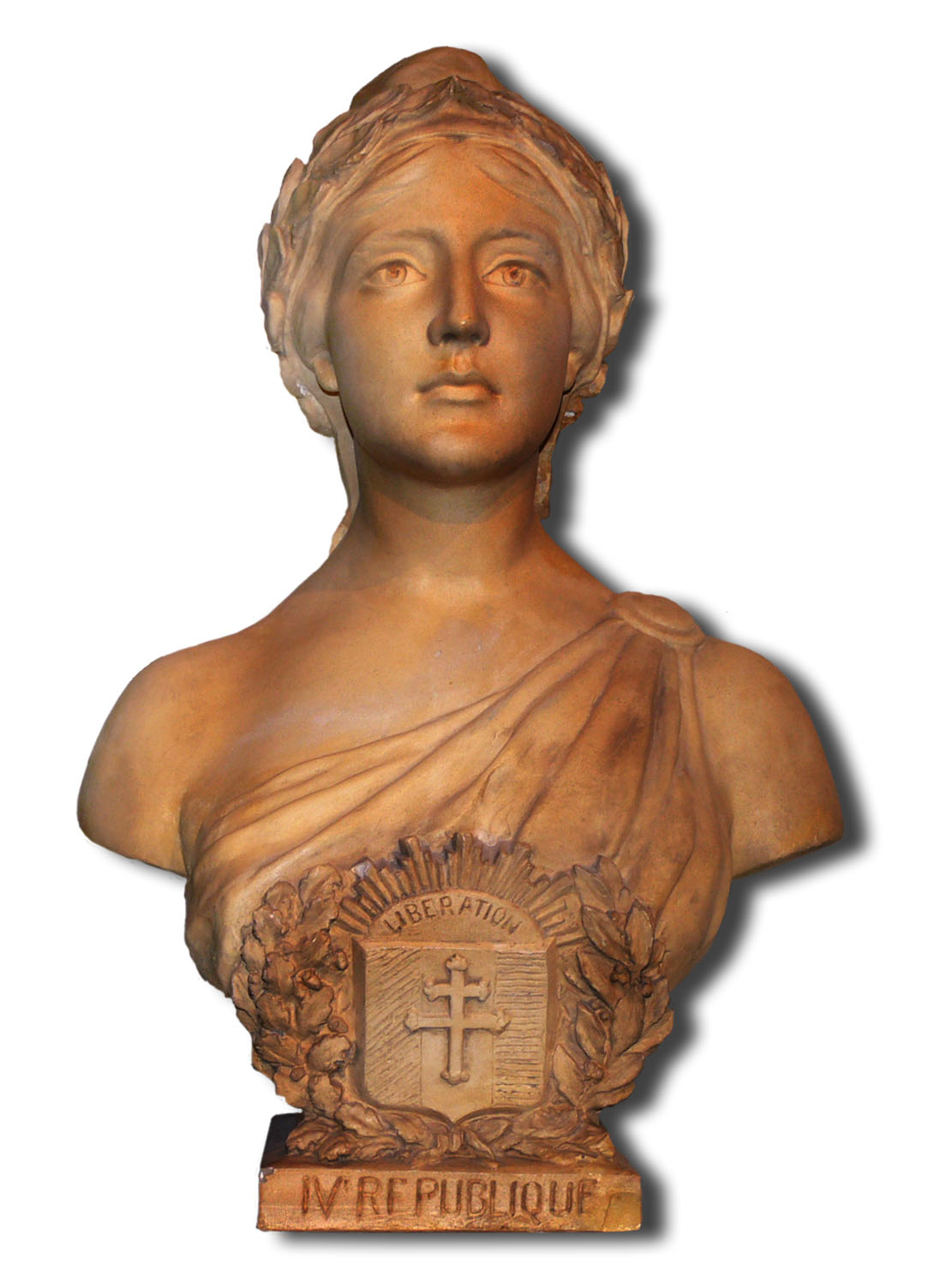
Бюст Маріанни, експонований в Сенаті.

Маріанна починає з'являтися у французьких меріях після 1877 року, замінюючи бюсти Наполеона III
За Третьої Республіки статуї і, головним чином, бюсти Маріанни починають розповсюджуватись. В основному вони експонуються в меріях. Деякі моделі розвивались: надавалась перевага образу «мудрої» Маріанни — фригійський ковпак визнавався іноді занадто бунтівним і замінювався діадемою або короною — таким чином, Республіка помірна приходила на зміну Республіці революційній.
У XX ст. всі мерії забезпечуються бюстами Маріанни. Вона представлена в «очищеному» образі — вбрана традиційно у фригійський ковпак, але не має при собі войовничих атрибутів.

### Алегоричні статуї, натхненні Маріанною
Статуя Свободи, названа «Свободою, що осяює світ», подарована США Францією, являє собою єднання цих двох республік (конституції яких йдуть своїм корінням до епохи Просвітництва), що мають спільно: свободу, яка проливає світло; матір-годувальницю, символ громадянської свідомості — Маріанну.
Також у Парижі статуя в центрі Площі Республіки (Леопольда Моріса) і постать жінки в пам'ятнику «Тріумф Республіки» на Площі Нації (Жюля Далу) мають фактично те ж ім'я.

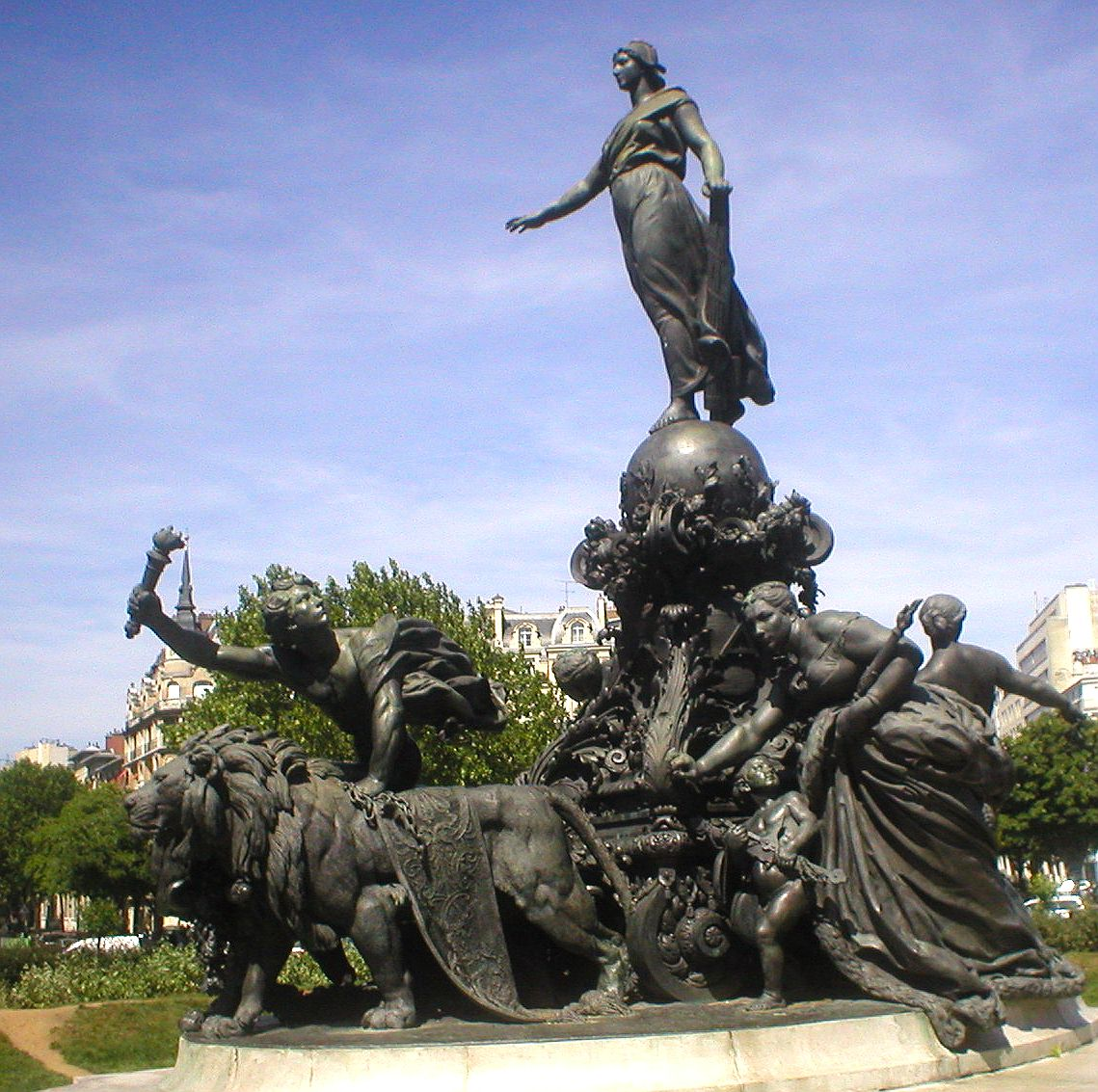
«Тріумф Республіки», Жюль Дало

### «Свобода-Рівність-Братерство»
У 1999-у році французький уряд прийняв логотип, на якому зображений білим кольором профіль Маріанни на фоні синього і червоного кольорів, утворюючи таким чином триколор, прапор Франції, супроводжений девізом «Liberté — Égalité — Fraternité» («Свобода-Рівність-Братерство») з припискою «Французька Республіка». Він використовується всіма службами уряду (міністерства, секретаріати, префектури і т. д.).

## Модель

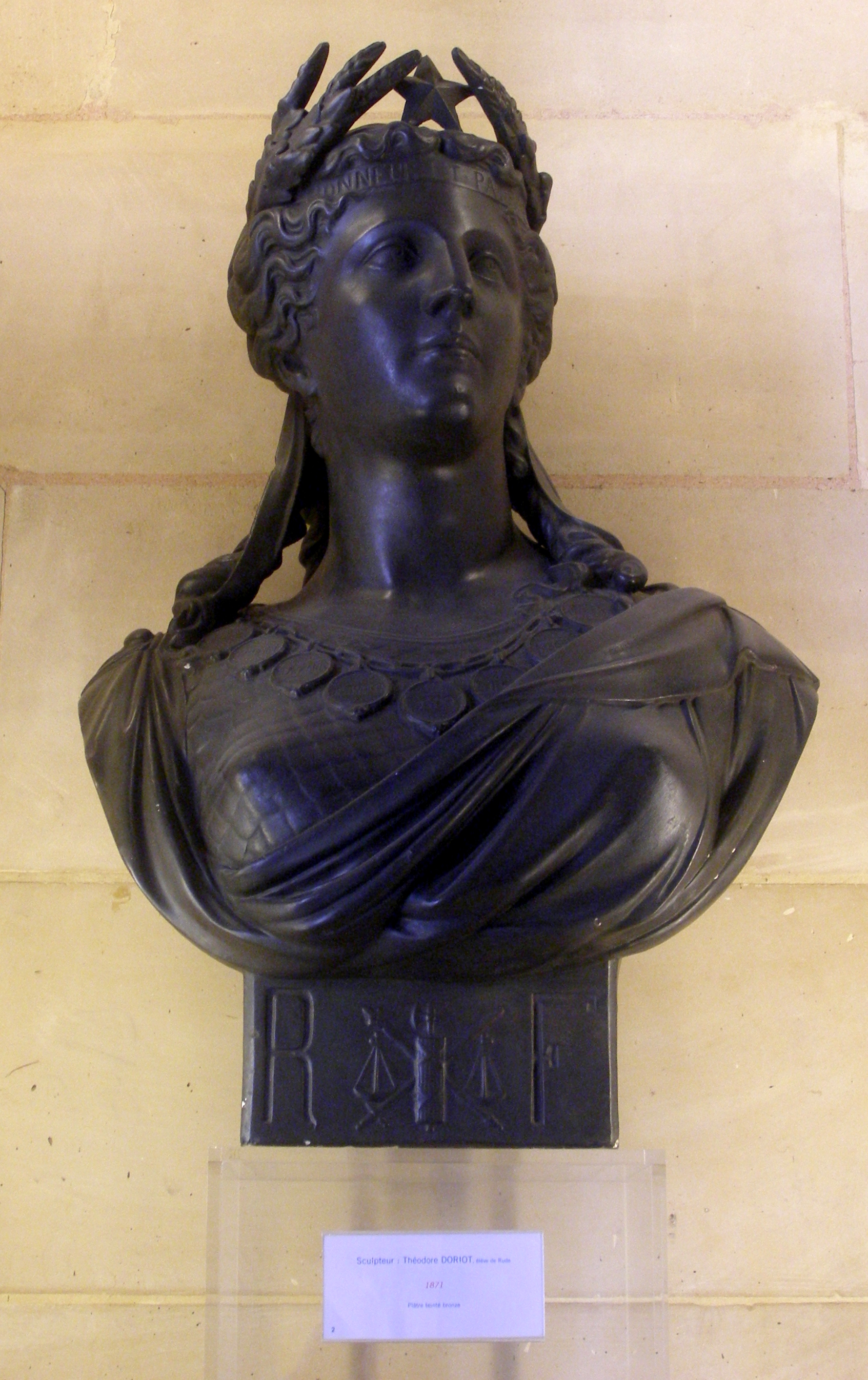
Бюст Маріанни, скульптура Теодора Доріо, експонований у Сенаті

Офіційний логотип Французької Республіки

Численні й різноманітні моделі слугували для зображення Маріанни.
Художники, зображаючи Маріанну, брали за прототип:
- своїх подруг;
- невідомих красивих жінок;
- місцевих моделей;
- відомих діячів;

Не існує офіційної моделі Маріанни. Між іншим, Асоціація Мерів Франції регулярно обирає відомих француженок, риси яких надаються Маріанні:
- 1968 : Бріжіт Бардо
- 1978 : Мірей Матьє
- 1985 : Катрін Денев
- 1989 : Інес де ля Фрессанж
- 2000 : Летиція Каста
- 2003 : Евелін Тома[fr]
- 2012 : Софі Марсо